# Mordella guyanensis
Mordella guyanensis es una especie de coleóptero de la familia Mordellidae.

## Distribución geográfica
Habita en la Guayana francesa.